# Hypsophrys nicaraguensis
Nicaragua-ciklid (Hypsophrys nicaraguensis) är en fiskart som först beskrevs av den tysk-brittiska zoologen Albert Günther, 1864.  Hypsophrys nicaraguensis ingår i släktet Hypsophrys och familjen ciklider (Cichlidae). Inga underarter finns listade i Catalogue of Life.